# ام‌سی‌آی
ام‌سی‌آی، (به انگلیسی: MCI) شرکت مخابرات آمریکایی است، که از سال ۲۰۰۶ به‌عنوان شرکت تابعه ورایزن کامیونیکیشنز فعالیت می‌نماید.
ریشه‌های تأسیس این شرکت به سال ۱۹۸۳ و راه‌اندازی شرکت ام‌سی‌آی کامیونیکیشنز بازمی‌گردد، ولی فرم کنونی شرکت در پی ادغام شرکت‌های ام‌سی‌آی کامیونیکیشنز و ورلدکام در سال ۱۹۹۷ شکل گرفت. دفتر مرکزی شرکت ام‌سی‌آی در شهر اشبرن، ویرجینیا، ایالات متحده آمریکا قرار دارد.